# Przewodniczący Związku Harcerstwa Rzeczypospolitej
Przewodniczący ZHR – funkcja kierownicza w Związku Harcerstwa Rzeczypospolitej. Kandydat na Przewodniczącego ZHR musi był instruktorką lub instruktorem ZHR w stopniu harcmistrza. Jest wybierany przez instruktorki i instruktorów na Zjeździe ZHR. Należy do Rady Naczelnej ZHR oraz Naczelnictwa ZHR. Kadencja trwa dwa lata.

## Kompetencje Przewodniczącego
- zwołuje zebrania Rady Naczelnej,
- zwołuje zebrania Naczelnictwa,
- kieruje pracą Związku,
- koordynuje prace Rady Naczelnej i Naczelnictwa,
- reprezentuje Związek na zewnątrz,
- jest przełożonym Naczelniczki Harcerek i Naczelnika Harcerzy,
- powołuje i rozwiązuje wydziały i referaty Naczelnictwa oraz mianuje i zwalnia ich kierowników,
- przedstawia kandydatów na funkcje Wiceprzewodniczących, Sekretarza Generalnego, Skarbnika, Komisarza Zagranicznego, Członków Naczelnictwa,
- decyduje w sprawach nie zastrzeżonych dla innych władz.

## Przewodniczący ZHR
- hm. RP Tomasz Strzembosz (1 kwietnia 1989 – 26 lutego 1993)
- hm. Wojciech Hausner (26 lutego 1993 – 25 lutego 1995)
- hm. Feliks Borodzik (25 lutego 1995 – 15 października 1999)
- hm. Piotr Koj (15 października 1999 – 28 marca 2004)
- hm. Kazimierz Wiatr (28 marca 2004 – 22 kwietnia 2006)
- hm. Marcin Jędrzejewski (23 kwietnia 2006 – 11 marca 2008)
- hm. Ewa Borkowska-Pastwa (15 marca 2008 – 13 kwietnia 2008)[a]
- hm. Michał Butkiewicz (13 kwietnia 2008 – 21 kwietnia 2012)
- hm. Ewa Borkowska-Pastwa (21 kwietnia 2012 – 3 kwietnia 2016)
- hm. Grzegorz Nowik (3 kwietnia 2016 – 29 sierpnia 2021)
- hm. Karol Siergiej (29 sierpnia 2021 – 2 września 2023)
- hm. Krzysztof Wójtowicz (2 września 2023[1] – 2025)
- hm. Anna Malinowska (od 2025)[2]

## Pełniąca obowiązki Przewodniczącego ZHR
Hm. Marcin Jędrzejewski 11 marca 2008 roku po raz pierwszy w historii Związku Harcerstwa Rzeczypospolitej złożył rezygnację ze względów osobistych z funkcji Przewodniczącego Związku. W wyniku tego 15 marca 2008 roku Rada Naczelna ZHR rezygnację przyjęła oraz wyznaczyła na pełniącą obowiązki Przewodniczącego ZHR hm. Ewę Borkowską-Pastwę do czasu X Zjazdu Związku Harcerstwa Rzeczypospolitej. Tym samym hm. Ewa Borkowska-Pastwa była pierwszą osobą, która w historii ZHR była pełniącą obowiązki Przewodniczącego.